# دیوید جانسون (نقاش)
دیوید جانسون (انگلیسی: David Johnson; ۱۰ مهٔ ۱۸۲۷ – ۳۰ ژانویهٔ ۱۹۰۸) نقاش اهل ایالات متحده آمریکا بود.